# Peintre des Enfers

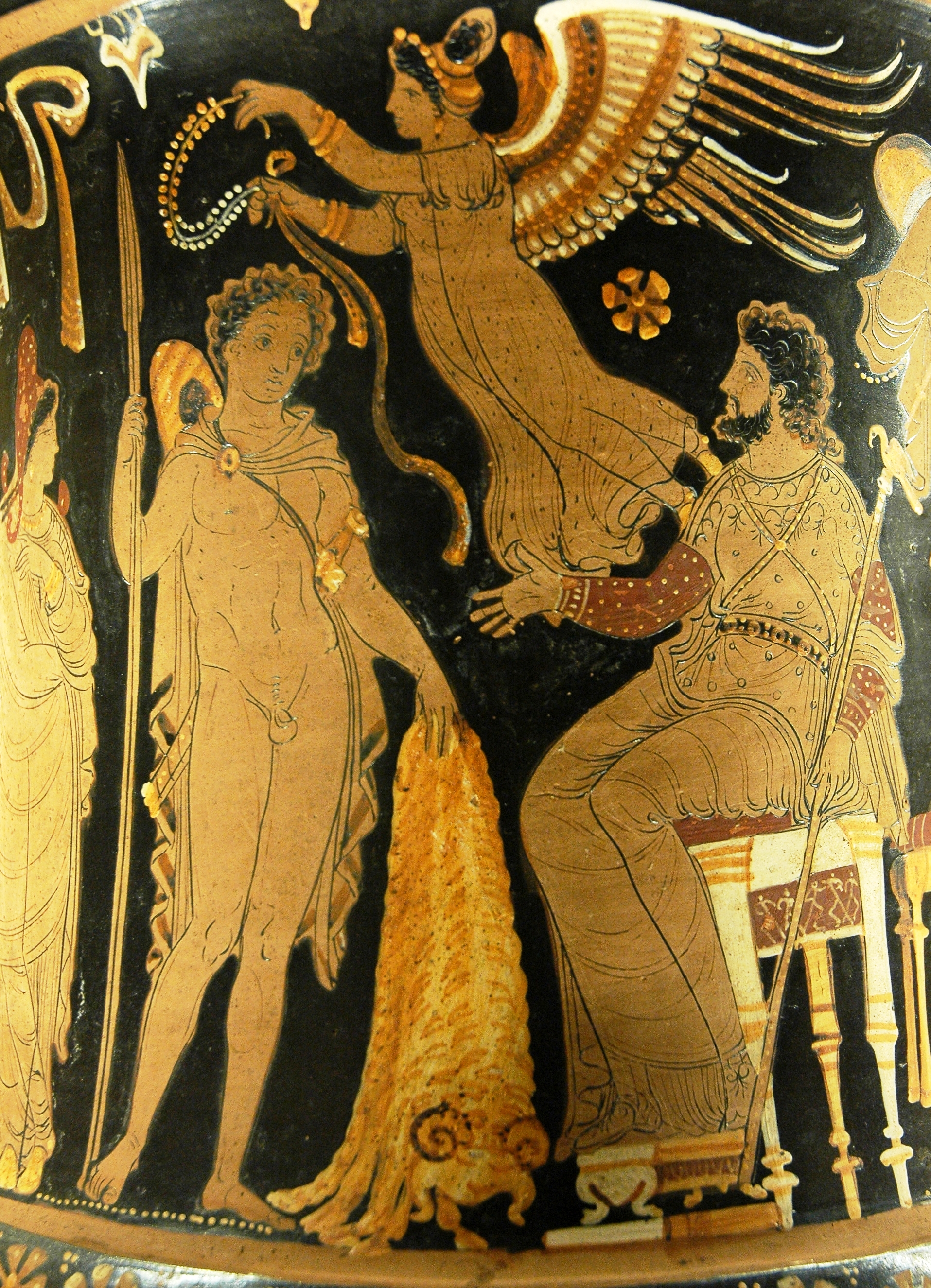
Jason apportant à Pélias la Toison d'or, face A d'un cratère en calice à figures rouges du Peintre des Enfers, 340–330 av. J.-C., musée du Louvre (K 127)

Le Peintre des Enfers est un peintre sur vases apuliens ; il doit son nom aux nombreuses scènes des Enfers qu'il a représentées, et notamment au cratère à volutes de Munich 3297.
Il se place dans la classification de A. D. Trendall dans la continuité de l'œuvre du Peintre de Darius, avec lequel il a longtemps été confondu. Sa période d'activité est située entre 330 et 310 av. J.-C.. 
La conception des corps moins harmonieuse et plus rapide que chez le peintre de Darius ainsi que l'expressivité limitée des regards le distingue de ce peintre.